# Chiesa del Sacro Chiodo
La chiesa del Sacro Chiodo si trova a Sinalunga, in provincia di Siena e diocesi di Montepulciano-Chiusi-Pienza.

## Descrizione
Era la chiesa annessa al piccolo ospedale con 3 letti, creato dalla Fraternita di Maria SS. delle Nevi, sul finire del XIII secolo.
La struttura ha subito ripetuti interventi, l'ultimo dei quali negli anni ottanta.
Nella chiesa si conserva un presepe, mutilo per molta parte, eseguito nel 1464 (come si leggeva sulla fronte della capanna ora non più visibile) ed in precario stato anche nella parte visibile.